# Rallye du Maroc 1971
Le Rallye du Maroc 1971 (14e Rallye du Maroc), disputé du 28 avril 1971 au 1er mai 1971, est la douzième manche du Championnat international des marques (IRC) courue depuis 1970 et la cinquième manche du Championnat international des marques 1971.

## Contexte avant la course

### Le championnat international des rallyes pour marques
Alors que le championnat d'Europe des rallyes pour conducteurs fut créé en 1953, ce n'est que quinze ans plus tard, en 1968 qu'apparut le championnat d'Europe des rallyes pour marques (ERC), Ford devenant cette année-là le premier constructeur titré dans la discipline. En 1970, le championnat devint intercontinental et fut rebaptisé championnat international des rallyes pour marques (IRCM) en intégrant une épreuve africaine, le Safari. Le calendrier 1971 comprend neuf manches, deux de plus que l'année précédente grâce à l'ajout du Rallye du Maroc et au retour de la Coupe des Alpes. Les épreuves sont réservées aux catégories suivantes :
- Groupe 1 : voitures de tourisme de série
- Groupe 2 : voitures de tourisme spéciales
- Groupe 3 : voitures de grand tourisme de série
- Groupe 4 : voitures de grand tourisme spéciales

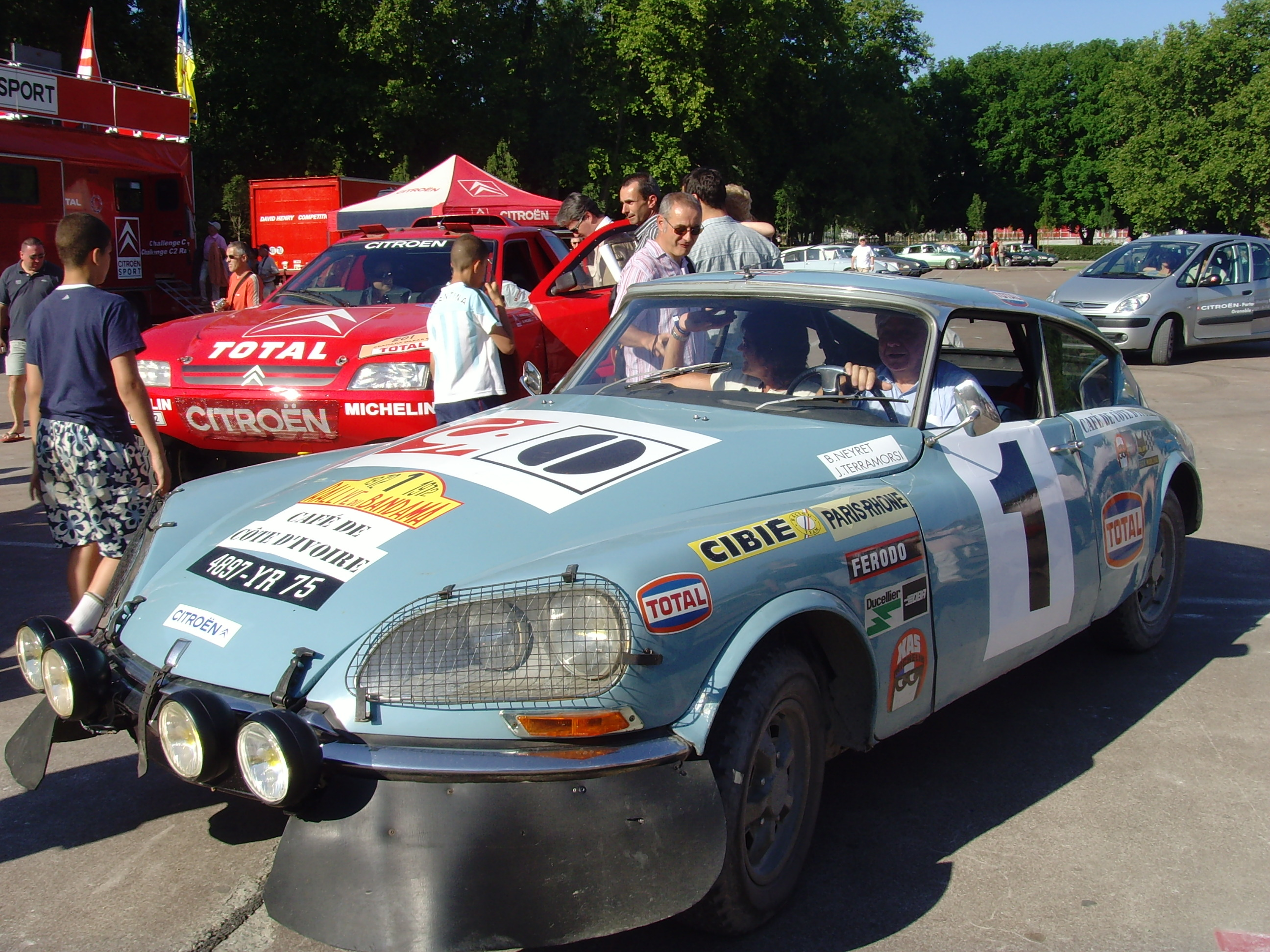
La Citroën DS prototype de Robert Neyret a remporté à deux reprises le Rallye du Maroc.

Bien qu'ayant fait l'impasse sur le Safari, Alpine est toujours en tête au classement provisoire du championnat 1971 après l'échec de Lancia, son principal rival pour le titre, lors de l'épreuve kényane. À l'issue des quatre premières courses, grâce aux victoires de la berlinette A110 au Rallye Monte-Carlo et au Rallye Sanremo-Sestriere, le petit constructeur français possède sept points d'avance sur la marque italienne.

### L'épreuve
Organisé à quatre reprises entre 1929 et 1937, le Rallye du Maroc fut régulièrement disputé de 1949 à 1955. Après la deuxième guerre du Rif et l'accession du pays à l'indépendance, il fallut attendre 1967 pour que la course ait à nouveau lieu. Se déroulant principalement sur terre et comprenant des secteurs chronométrés dé plus de deux cents kilomètres, le rallye est particulièrement éprouvant pour les mécaniques et pour les pilotes. Les deux dernières éditions (1969 et 1970) ont été remportées par Robert Neyret, sur Citroën DS prototype, alors que l'épreuve ne comptait pas encore pour le Championnat international des marques.

## Le parcours
- vérifications techniques : 27 avril 1971 à Casablanca
- départ : 28 avril 1971 de Rabat
- arrivée : 1er mai 1971 à Casablanca
- distance : 4300 km, dont 1221 km sur 10 épreuves spéciales (12 épreuves initialement prévues pour un total de 1530 km)
- surface : asphalte et terre
- Parcours divisé en trois étapes[4]

### Première étape
- Rabat - Khémisset - Fès - Ouazzane - Fès - Guercif - Missour - Rich - El Ksiba - Afourar - Marrakech, du 28 au 29 avril
- 6 épreuves spéciales, 530 km (7 épreuves initialement prévues pour un total de 601 km)

### Deuxième étape
- Marrakech - Tizi N'Test - Aït Iaâza - Tata - Foum Zguid - Zagora - Ouarzazate, le 30 avril
- 3 épreuves spéciales, 455 km

### Troisième étape
- Ouarzazate - Zagora - Madkhal Meski - Rich - Casablanca, le 1er mai
- 1 épreuve spéciale, 236 km (2 épreuves initialement prévues pour un total de 474 km)

## Les forces en présence
- Alpine

Le constructeur dieppois a engagé une seule voiture pour l'équipage Jean-Pierre Nicolas/Jean De Alexandris. Nicolas pilotera la berlinette A110 1600 S groupe 4 dont il disposait au dernier Rallye de Grande-Bretagne. Son moteur quatre cylindres de 1565 cm3, placé en porte-à-faux arrière, a été préparé chez Mignotet et développe 160 chevaux. Un épais blindage en acier a été fixé sous le moteur et une plaque d'aluminium a été placée sous la coque ; la garde au sol a été relevée d'une dizaine de centimètres. Pour l'épreuve marocaine, un radiateur spécifique (plus volumineux) a été monté. Ainsi préparée, l'A110 pèse 800 kg. Elle est chaussée de pneus Michelin.
- Citroën

Sous la direction de René Cotton, le Service Compétition de Citroën a consacré trois mois à la préparation de la course, consacrés aux reconnaissances du parcours et à la mise au point des SM qui font leurs débuts en rallye après vingt mille kilomètres d'essais sur piste. Homologués en groupe 4, ces coupés sont dotés d'un moteur V6 de 2670 cm3, d'origine Maserati, alimenté par trois carburateurs double-corps Weber et entraînant les roues avant. Il est doté d'un double filtre à air et d'une ligne d'échappement modifiée, plus directe, apportant un léger gain de puissance (175 chevaux, contre 170 à la version de série). Un blindage a été fixé sous le carter. La contenance du réservoir de carburant a été portée à 120 litres et les jantes d'origine ont été remplacées par des jantes en résine, plus résistantes et pesant seulement 4 kg chacune. Ainsi modifiées, les deux voitures engagées pèsent 1680 kg. Elles sont aux mains de Jean Vinatier/Pierre Thimonier et de Jean Deschazeaux/Jean Plassard. L'usine a également engagé officiellement quatre DS21, deux «groupe 2» pour Robert Neyret/Jacques Terramorsi et Bernard Consten/Stanislas Motte et deux «groupe 1» pour René Trautmann/Dominique Guichard et Raymond Ponnelle/Pierre de Serpos. Les quatre DS ont été équipées d'un carénage inférieur et d'un réservoir de 110 litres et pèsent près de 1500 kg. Les moteurs des versions groupe 1 ne diffèrent pas des moteurs de série (4 cylindres en ligne, 2175 cm3, injection électronique Bosch D-Jetronic, 125 chevaux), seul un deuxième filtre à air a été ajouté. Les mécaniques des versions groupe 2 ont été préparées dans les ateliers de Maserati, culasses, lignes d'échappement et arbres à cames ayant été modifiés. Neyret bénéficie d'une boîte cinq vitesses et d'un moteur expérimental alimenté par quatre carburateurs Weber, développant 165 chevaux ; le moteur à injection de Consten a été réalésé à 2350 cm3 et délivre 155 chevaux. On note également la présence de quatre DS21 engagées par des pilotes locaux (dont Kebtane sur un modèle de série et Abdelkader sur une groupe 2), bénéficiant de l'assistance d'usine, composée d'une vingtaine de mécaniciens. Les Citroën ont des pneus Michelin.
- Peugeot

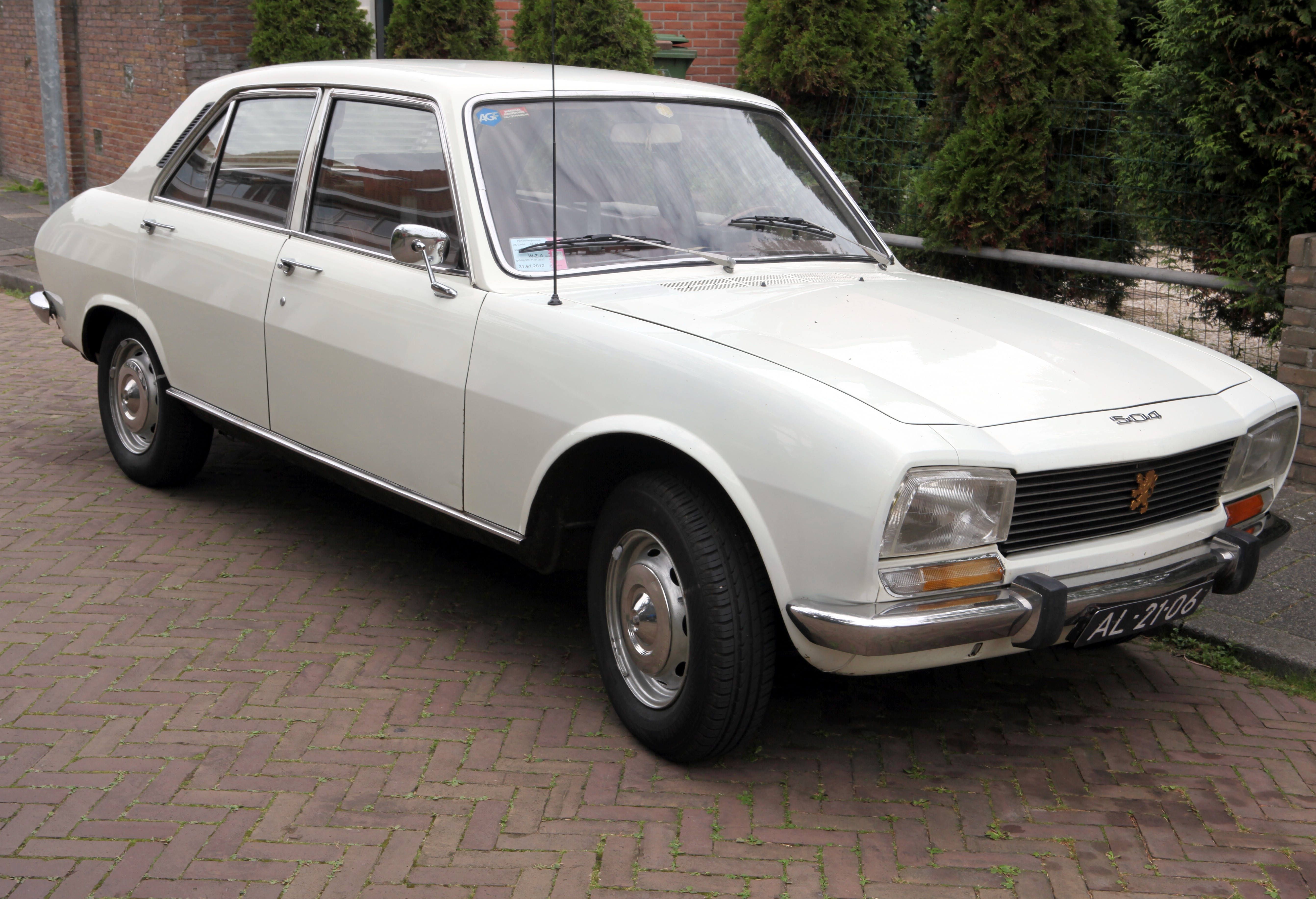
Trois Peugeot 504 de série ont été préparées et engagées avec le soutien de l'usine de Sochaux.

Le service courses de la marque sochalienne n'a pas encore été officiellement établi, aussi est-ce par l'intermédiaire de Jean Guichet que trois 504 groupe 1 ont été engagées, avec le soutien financier et l'assistance de l'usine. Navigué par Jean Todt, Guichet en conduit une, les deux autres étant confiées à Guy Chasseuil/Christian Baron et Claude Ballot-Léna/Gérard Flocon. Leur préparation comprend un carénage inférieur en acier, un réservoir auxiliaire de 48 litres, un double-circuit de freinage et une modification du sélecteur de vitesses, avec levier au plancher (et non au volant). Ces berlines à transmission classique ont un moteur 4 cylindres de 1971 cm3, alimenté par un système d'injection mécanique Kugelfischer. Leur puissance est de l'ordre de 105 chevaux. Elles pèsent 1300 kg et utilisent des pneus Michelin. Six équipages privés défendent également les couleurs de la marque, dont Pierre Pagani/Jean-Pierre Gauthier (sur un coupé 304 groupe 2) et Lionel Raudet/Jacques Goursolas (sur une berline 404 groupe 2). Les Peugeot utilisent des pneus Michelin.
- Porsche

Les dirigeants de Porsche ont estimé que leurs voitures n'étaient pas adaptées au parcours marocain et ont fait l'impasse sur cette épreuve. Le constructeur de Stuttgart est néanmoins représenté par le garagiste et pilote indépendant Raymond Touroul qui, avec Jean-Louis Gama pour copilote, prendra le départ au volant d'une 911 S groupe 4 (moteur 6 cylindres en porte-à-faux arrière, 2195 cm3, plus de 180 chevaux), sur laquelle il a adapté un carénage inférieur. N'ayant pas effectué de reconnaissance, l'équipage s'élancera avec les notes fournies par l'organisation.
- Renault

Quelques Renault 16 privées sont au départ, dont celle de Claudine Trautmann/Marie-Odile Desvignes sur une version TS groupe 2. On note également la présence de l'équipage A. Vasquez/«Dupré» sur une 8 Gordini groupe 2.
- Simca

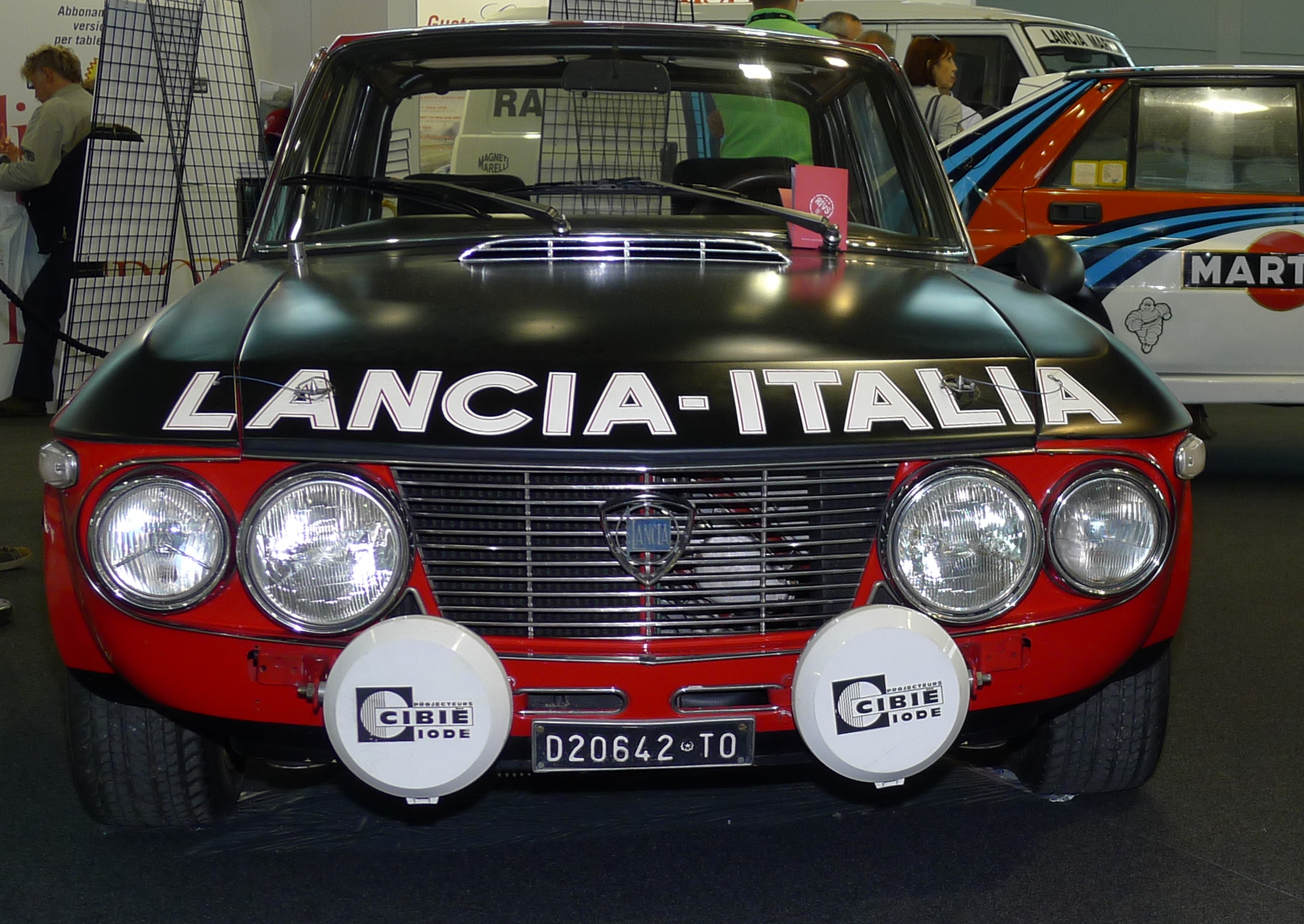
La Scuderia Lancia avait engagé deux coupés Fulvia HF groupe 4 pour Amilcare Ballestrieri et pour Sergio Barbasio mais a soudainement annulé sa participation.

Sur les quatorze Simca 1100 au départ, cinq sont aux mains d'équipages bénéficiant du soutien financier de Chrysler France. Préparées par Tapié, ces 1100 Spécial ont été équipées d'un carénage inférieur en acier, portant leur poids à plus d'une tonne.  Francine Warein/Corinne Kopenhague et Pompanon/Cazes disposent de modèles de série (traction, moteur 4 cylindres de 1204 cm3, 2 carburateurs à double corps, 75 chevaux). Les trois autres sont des «groupe 2» bénéficiant d'un gonflage moteur (moteur 1150 cm3 de 100 chevaux pour Verrier/Tapié, moteurs 1204 de 95 chevaux pour Gibey/Georges Pujol et Jean-Marie Curien/Schimpff).
- DAF

Claude Laurent/Jacques Marché disposent de la même voiture que pour le Safari, une DAF 55 groupe 2 à moteur 4 cylindres de 1150 cm3 et transmission Variomatic, qui accuse plus de 100 000 kilomètres au compteur !
- Volvo

L'équipage privé Jacques Osstyn/Jean Kerguen prend le départ sur une Volvo 142 S groupe 2, grosse berline à transmission classique et moteur deux litres.
- Fiat

Le premier constructeur italien avait engagé trois 124 Spider groupe 4 qui devaient être pilotés par Håkan Lindberg, Alcide Paganelli et Giuseppe Ceccato. À la veille des vérifications techniques, il a cependant de déclaré forfait pour la course.
- Lancia

La Scuderia Lancia était attendue avec deux Fulvia HF groupe 4 pour Amilcare Ballestrieri/Arnaldo Bernacchini et Sergio Barbasio/Piero Sodano. Bien qu'aucune annulation n'ait été communiquée aux organisateurs, les voitures ne se sont pas présentées aux vérifications techniques, l'équipe étant absente.

## Déroulement de la course

### Première étape

#### Rabat - Rich
Les 59 équipages s'élancent de Rabat le mercredi soir. La première épreuve chronométrée, sur asphalte, ne pose aucune difficulté. Jean-Pierre Nicolas s'impose facilement au volant de son Alpine, prenant la tête de la course avec plus d'une minute d'avance sur les deux Citroën SM de Jean Vinatier et de Jean Deschazeaux. Au début de la nuit, sur la route de Fès, la pluie se met à tomber abondamment. Peu avant le contrôle de Khémisset, la route traverse un oued qui se gonfle subitement. Ouvrant la route, Nicolas (à fond de première) puis Vinatier le traversent sans perdre trop de temps. Quelques instants plus tard, Guy Chasseuil éprouve quelques difficultés à le franchir, et ne pourra pointer dans les délais, recevant une minute de pénalisation. C'est pire pour Deschazeaux, qui connaît parfaitement la route mais perd une dizaine de minutes. Il s'en sort néanmoins relativement bien par rapport à ses suivants, qui vont devoir faire appel aux habitants du secteur, moyennant des sommes d'argent non négligeables, pour haler les voitures, le niveau de l'eau atteignant maintenant un mètre et demi à certains endroits. Certains, comme René Trautmann ou Raymond Ponnelle (tous deux sur Citroën) vont noyer leur moteur (les filtres à air ont absorbé de l'eau) et renoncer sur place. Bernard Consten (Citroën) s'en sort avec plus d'un quart de pénalisation, Lionel Raudet (Peugeot) avec plus de vingt minutes. Lorsque Raymond Touroul arrive sur les lieux, beaucoup de concurrents coincés encombrent le passage. Touroul leur demande alors de s'écarter ; il prend de l'élan et lance sa Porsche à bonne vitesse et, grâce au blindage de protection qu'il avait monté sous sa voiture, parvient à ne pas s'enfoncer et à passer l'obstacle ! Il pointera cependant avec près d'une demi-heure de retard à Khémisset. Aucun autre équipage ne pouvant éviter le délai théorique de mise hors course (trente minutes), il ne resterait alors plus que sept voitures en liste. Considérant les circonstances exceptionnelles, les organisateurs portent le retard admis à deux heures et demie, permettant à une quarantaine de voitures supplémentaires de poursuivre l'épreuve. Une mesure qui profite grandement à Robert Neyret (sur Citroën DS), qui avait auparavant perdu près d'une heure à cause de problèmes de carburation et pensait être éliminé. Derrière les deux premiers, le classement est totalement bouleversé. Sa pénalité l'ayant écarté de la lutte en tête, Deschazeaux, qui a rétrogradé à la quatrième place derrière la 504 de série de Chasseuil, décide de faire une course d'attente, laissant son coéquipier Vinatier disputer la victoire à Nicolas.
Les deux spéciales suivantes, très rapides et se déroulant majoritairement sur asphalte, conviennent parfaitement à l'Alpine et Nicolas se construit une confortable avance (près de sept minutes) sur la SM de Vinatier. Largement en tête du groupe 1, Chasseuil se maintient à la troisième place mais Deschazeaux, grignote son retard sur lui. Respectivement cinquième et sixième, Consten et Touroul sont loin derrière. Après le contrôle de Guercif, les concurrents prennent la route du sud et abordent les épreuves rocailleuses. Vinatier se montre le plus rapide entre Missour et Meski, revenant à moins de quatre minutes de Nicolas, qui a décollé sur une bosse et a sérieusement endommagé sa suspension avant à la réception. Roulant sans prendre de risque, Deschazeaux est néanmoins remonté en troisième position. C'est dans cet ordre que les voitures atteignent le point de contrôle de Rich, en fin de matinée. Quatrième, Chasseuil compte près de quarante minutes d'avance sur Consten, son suivant immédiat, qui a été retardé tout d'abord par des problèmes de moteur puis surtout par une crevaison, à cause de goujons de roue bloqués. Claudine Trautmann a cassé un cardan et s'est retrouvée bloquée en plein désert. Il lui faudra plus d'une journée, passée avec sa coéquipière dans sa Renault 16, juchée sur le plateau d'un camion, pour rentrer en ville !Polizzi a également abandonné dans ce secteur, après avoir endommagé un amortisseur de son Opel GT. Nicolas a fait remplacer les fusées avant, ainsi que la barre stabilisatrice de son Alpine. À moitié arrachée, la traverse ne peut être changée et une réparation de fortune a été pratiquée, mais il est peu probable que l'ensemble tienne jusqu'à l'arrivée.
| Pos. | Pilote              | Copilote           | Voiture            | Groupe | Temps           | Écart             |
| ---- | ------------------- | ------------------ | ------------------ | ------ | --------------- | ----------------- |
| 1    | Jean-Pierre Nicolas | Jean De Alexandris | Alpine A110 1600 S | 4      | 3 h 10 min 57 s |                   |
| 2    | Jean Vinatier       | Pierre Thimonier   | Citroën SM         | 4      | 3 h 14 min 51 s | + 3 min 56 s      |
| 3    | Jean Deschazeaux    | Jean Plassard      | Citroën SM         | 4      | 3 h 37 min 35 s | + 26 min 38 s     |
| 4    | Guy Chasseuil       | Christian Baron    | Peugeot 504        | 1      | 3 h 40 min 44 s | + 29 min 47 s     |
| 5    | Bernard Consten     | Stanislas Motte    | Citroën DS21       | 2      | 4 h 18 min 10 s | + 1 h 07 min 13 s |
| 6    | Raymond Touroul     | Jean-Louis Gama    | Porsche 911 S      | 4      | 4 h 35 min 34 s | + 1 h 24 min 37 s |

#### Rich - Marrakech

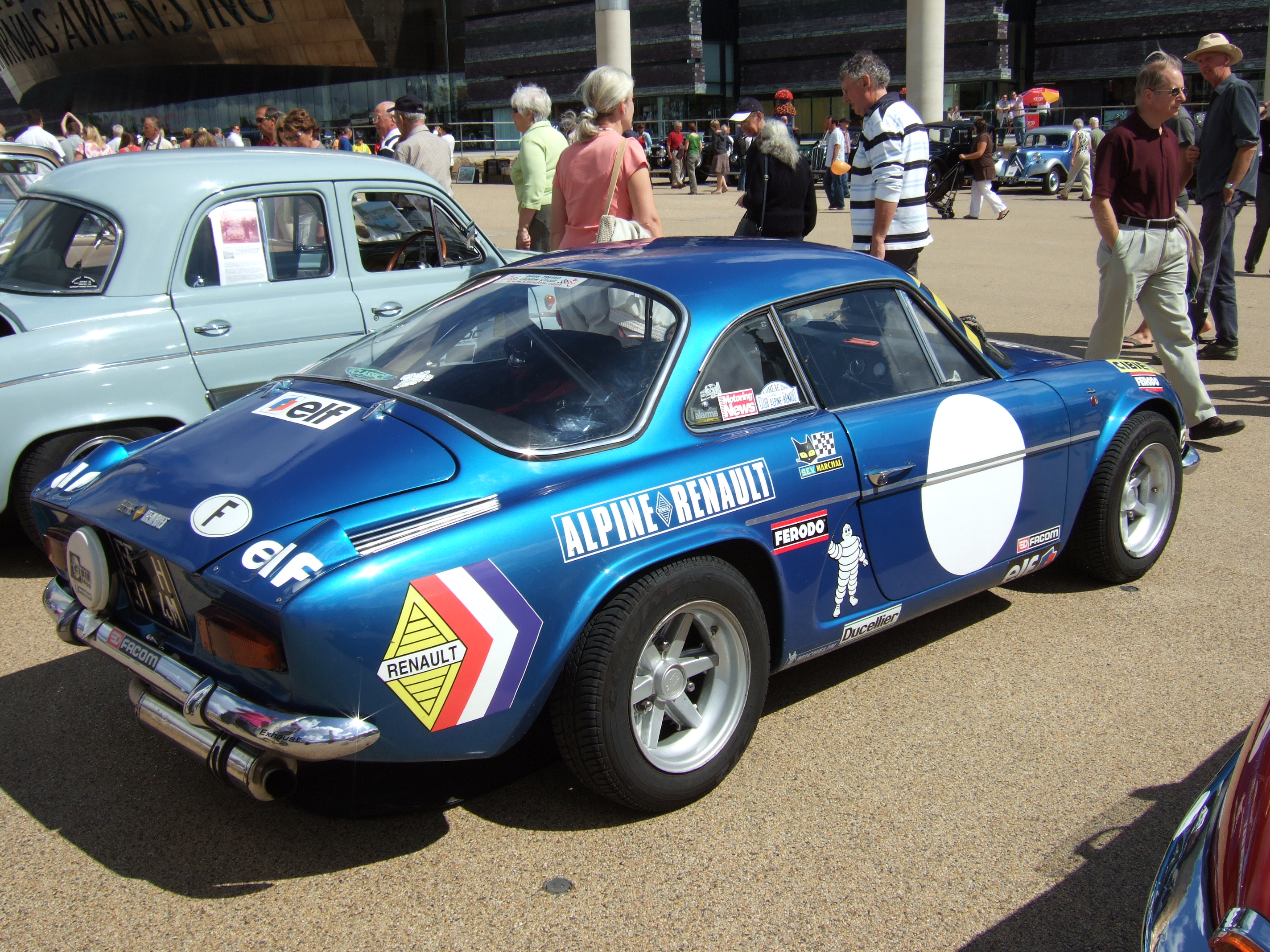
Une Alpine A110 semblable à celle de Jean-Pierre Nicolas, en tête à l'issue de la première étape.

En début d'après-midi, les équipages affrontent une difficile épreuve de plus de deux-cents kilomètres, à travers le Moyen Atlas. Les premiers sur la route vont parcourir l'épreuve de jour, sous une pluie battante et dans la boue, alors que les derniers rencontreront la neige. Quinze concurrents vont abandonner dans ce secteur, dont Vinatier, cardan cassé, qui sera, avec son copilote Pierre Thimonier, hébergé deux jours dans un petit village avant que leur équipe ne les récupère. Dix autres termineront hors délai, à cause des nombreux bourbiers. Bien qu'ayant ménagé sa voiture, Nicolas a réalisé le meilleur temps et compte désormais près d'une demi-heure d'avance sur Deschazeaux et trois quarts d'heure sur Chasseuil. Le déluge s'abat sur la dernière épreuve, nocturne. Nicolas se montre très prudent pour rallier Marrakech et Deschazeaux lui reprend deux minutes. Chasseuil, troisième, continue à dominer le groupe 1, loin devant Consten, leader du groupe 2. Touroul a été retardé et c'est maintenant Jean Guichet qui occupe le cinquième rang. Au terme de cette première étape, il ne reste plus que douze voitures en course.
| Pos. | Pilote              | Copilote           | Voiture            | Groupe | Pénalisations   | Écart             |
| ---- | ------------------- | ------------------ | ------------------ | ------ | --------------- | ----------------- |
| 1    | Jean-Pierre Nicolas | Jean De Alexandris | Alpine A110 1600 S | 4      | 6 h 48 min 53 s |                   |
| 2    | Jean Deschazeaux    | Jean Plassard      | Citroën SM         | 4      | 7 h 16 min 45 s | + 27 min 52 s     |
| 3    | Guy Chasseuil       | Christian Baron    | Peugeot 504        | 1      | 7 h 36 min 03 s | + 47 min 10 s     |
| 4    | Bernard Consten     | Stanislas Motte    | Citroën DS21       | 2      | 8 h 07 min 18 s | + 1 h 18 min 25 s |
| 5    | Jean Guichet        | Jean Todt          | Peugeot 504        | 1      | 8 h 52 min 26 s | + 2 h 03 min 33 s |
| 6    | Raymond Touroul     | Jean-Louis Gama    | Porsche 911 S      | 4      | 8 h 58 min 11 s | + 2 h 09 min 18 s |

### Deuxième étape
Les douze équipages rescapés repartent de Marrakech le vendredi matin, à l'aube. Dans le col du Tizi N'Test, Deschazeaux exploite sa parfaite connaissance du terrain et se montre le plus rapide, ne reprenant toutefois qu'une quarantaine de secondes à Nicolas qui joue toujours la prudence, espérant que le train avant tienne. Le pilote Alpine conserve une très confortable avance sur la première Citroën. La très longue épreuve chronométrée entre Tata et Zagora (260 kilomètres) va cependant mettre fin aux espoirs de Nicolas : peu avant Foum Zguid, il aperçoit trop tard un trou au milieu de la piste et ne peu l'éviter ; déjà fragilisée, la traverse avant a cédé et l'abandon est inévitable. Guichet va également renoncer dans ce secteur, radiateur crevé. Deschazeaux se retrouve donc en tête, avec près d'une demi-heure d'avance sur Chasseuil et cinquante minutes sur Consten. Touroul a dû réparer par ses propres moyens un carter crevé, puis un réservoir percé… Il est quatrième, mais compte désormais plus de trois heures de retard ; il est en passe d'être rejoint par Neyret. La dernière spéciale de la journée n'apportera pas de changement significatif pami les trois premiers, Deschazeaux accentuant très légèrement son avance avant de rallier Ouarzazate, à la tombée de la nuit. Touroul a encore rencontré quelques soucis mécaniques, avec sa crémaillère de direction cette fois. Il a rétrogradé à la cinquième place, derrière la DS de Neyret. Il ne reste plus que neuf voitures en course.
| Pos. | Pilote           | Copilote           | Voiture       | Groupe | Pénalisations    | Écart             |
| ---- | ---------------- | ------------------ | ------------- | ------ | ---------------- | ----------------- |
| 1    | Jean Deschazeaux | Jean Plassard      | Citroën SM    | 4      | 12 h 50 min 58 s |                   |
| 2    | Guy Chasseuil    | Christian Baron    | Peugeot 504   | 1      | 13 h 23 min 23 s | + 32 min 25 s     |
| 3    | Bernard Consten  | Stanislas Motte    | Citroën DS21  | 2      | 13 h 43 min 29 s | + 52 min 31 s     |
| 4    | Robert Neyret    | Jacques Terramorsi | Citroën DS21  | 2      | 16 h 03 min 00 s | + 3 h 12 min 02 s |
| 5    | Raymond Touroul  | Jean-Louis Gama    | Porsche 911 S | 4      | 16 h 13 min 55 s | + 3 h 22 min 57 s |
| 6    | Lionel Raudet    | Jacques Goursolas  | Peugeot 404   | 2      | 18 h 39 min 32 s | + 5 h 48 min 34 s |

### Troisième étape
Les équipages repartent le samedi, au petit matin. Les positions semblent acquises et plus personne ne prend de risque. Consten est cependant ralenti par un problème de suspension hydraulique, le correcteur de niveau étant arraché. Il va parcourir une partie de la piste en position haute, parvenant, malgré un cardan cassé (remplacé en en prélevant un autre sur une voiture d'assistance) à rallier le contrôle d'Erfoud dans le temps imparti. Le classement général reste inchangé et sera définitif, la dernière spéciale (entre Midelt et Tizi N'Isly) étant annulée à cause du mauvais temps. Déjà vainqueur en 1955, Deschazeaux remporte une nouvelle fois l'épreuve, loin devant Chasseuil et Consten, respectivement vainqueurs des groupes 1 et 2. Neyret est quatrième devant un très méritant Touroul, premier des pilotes indépendants.

### Classements intermédiaires
Classements intermédiaires des pilotes après chaque épreuve spéciale.
- L'épreuve spéciale n°4 (Le Chiker) a été annulée.

- L'épreuve spéciale n°12 (Midelt - Tizi N'Isly) a été annulée.

### Classement général
| Pos | No | Pilote              | Copilote           | Voiture       | Temps            | Écart              | Groupe |
| --- | -- | ------------------- | ------------------ | ------------- | ---------------- | ------------------ | ------ |
| 1   | 16 | Jean Deschazeaux    | Jean Plassard      | Citroën SM    | 15 h 56 min 35 s |                    | 4      |
| 2   | 7  | Guy Chasseuil       | Christian Baron    | Peugeot 504   | 16 h 22 min 37 s | + 26 min 02 s      | 1      |
| 3   | 12 | Bernard Consten     | Stanislas Motte    | Citroën DS21  | 17 h 26 min 04 s | + 1 h 03 min 27 s  | 2      |
| 4   | 2  | Robert Neyret       | Jacques Terramorsi | Citroën DS21  | 19 h 09 min 26 s | + 3 h 12 min 51 s  | 2      |
| 5   | 30 | Raymond Touroul     | Jean-Louis Gama    | Porsche 911 S | 19 h 33 min 38 s | + 3 h 37 min 03 s  | 4      |
| 6   | 27 | Lionel Raudet       | Jacques Goursolas  | Peugeot 404   | 22 h 11 min 14 s | + 6 h 14 min 39 s  | 2      |
| 7   | 24 | Jacques Osstyn      | Jean Kerguen       | Volvo 142 S   | 23 h 44 min 05 s | + 7 h 47 min 30 s  | 2      |
| 8   | 29 | Claude Laurent      | Jacques Marché     | Daf 55        | 25 h 43 min 47 s | + 9 h 47 min 12 s  | 2      |
| 9   | 59 | Resfaoui Abdelkader | Mohamed Hacem      | Citroën DS21  | 26 h 36 min 12 s | + 10 h 39 min 37 s | 2      |

### Équipages de tête
- ES1 à ES8 :  Jean-Pierre Nicolas -  Jean De Alexandris (Alpine A110 1600 S)
- ES9 à ES12 :  Jean Deschazeaux -   Jean Plassard (Citroën SM)

### Vainqueurs d'épreuves spéciales
- Jean-Pierre Nicolas -  Jean De Alexandris (Alpine A110 1600 S) : 4 spéciales (ES 1 à 3, 6)
- Jean Deschazeaux -  Jean Plassard (Citroën SM) : 3 spéciales (ES 7, 8, 10)
- Jean Vinatier -  Pierre Thimonier (Citroën SM) : 1 spéciale (ES 5)
- Robert Neyret -  Jacques Terramorsi (Citroën DS21) : 1 spéciale (ES 9)
- Guy Chasseuil -  Christian Baron (Peugeot 504) : 1 spéciale (ES 11)

## Résultats des principaux engagés
| No | Pilote               | Copilote              | Voiture            | Groupe | Classement général                                     | Class. groupe |
| -- | -------------------- | --------------------- | ------------------ | ------ | ------------------------------------------------------ | ------------- |
| 1  | Jean-Pierre Nicolas  | Jean De Alexandris    | Alpine A110 1600 S | 4      | ab. dans la 9e spéciale (traverse de suspension avant) | -             |
| 2  | Robert Neyret        | Jacques Terramorsi    | Citroën DS21       | 2      | 4e à 3 h 12 min 51 s                                   | 2e            |
| 3  | Jean Vinatier        | Pierre Thimonier      | Citroën SM         | 4      | ab. dans la 6e spéciale (cardan)                       | -             |
| 7  | Guy Chasseuil        | Christian Baron       | Peugeot 504        | 1      | 2e à 26 min 02 s                                       | 1er           |
| 8  | René Trautmann       | Dominique Guichard    | Citroën DS21       | 1      | ab. après la 1re spéciale (moteur noyé)                | -             |
| 11 | Jean Guichet         | Jean Todt             | Peugeot 504        | 1      | ab. dans la 9e spéciale (radiateur)                    | -             |
| 12 | Bernard Consten      | Stanislas Motte       | Citroën DS21       | 2      | 3e à 1 h 03 min 27 s                                   | 1er           |
| 14 | Claude Ballot-Léna   | Gérard Flocon         | Peugeot 504        | 1      | ab. après la 1re spéciale (radiateur)                  | -             |
| 15 | Jean-Pierre Hanrioud | Jean-Louis Hervieu    | BMW 2002 Ti        | 1      | ab. après la 1re spéciale (moteur noyé)                | -             |
| 16 | Jean Deschazeaux     | Jean Plassard         | Citroën SM         | 4      | 1er                                                    | 1er           |
| 17 | Guy Verrier          | Tapié                 | Simca 1100 Spécial | 2      | ab. après la 6e spéciale (hors délai)                  | -             |
| 18 | Claude Polizzi       | Guy Vernuge           | Opel GT 1900       | 4      | ab. dans la 5e spéciale (amortisseur arraché)          | -             |
| 20 | A. Vasquez           | «Dupré»               | Renault 8 Gordini  | 2      | ab. après la 3e spéciale (boîte de vitesses)           | -             |
| 21 | Gibey                | Georges Pujol         | Simca 1100 Spécial | 2      | ab. dans la 5e spéciale (culbuteur)                    | -             |
| 22 | Kebtane              | Lassel                | Citroën DS21       | 1      | ab. dans la 10e spéciale (système hydraulique)         | -             |
| 23 | Raymond Ponnelle     | Pierre de Serpos      | Citroën DS21       | 1      | ab. après la 1re spéciale (moteur noyé)                | -             |
| 24 | Jacques Osstyn       | Jean Kerguen          | Volvo 142 S        | 2      | 7e à 7 h 47 min 30 s                                   | 4e            |
| 27 | Lionel Raudet        | Jacques Goursolas     | Peugeot 404        | 2      | 6e à 6 h 14 min 39 s                                   | 3e            |
| 28 | Claudine Trautmann   | Marie-Odile Desvignes | Renault 16 TS      | 2      | ab. dans la 5e spéciale (cardan)                       | -             |
| 29 | Claude Laurent       | Jacques Marché        | Daf 55             | 2      | 8e à 9 h 47 min 12 s                                   | 5e            |
| 30 | Raymond Touroul      | Jean-Louis Gama       | Porsche 911 S      | 4      | 5e à 3 h 37 min 03 s                                   | 2e            |
| 31 | Pierre Pagani        | Jean-Pierre Gauthier  | Peugeot 304 coupé  | 2      | ab. dans la 6e spéciale (crémaillère)                  | -             |
| 32 | Francine Warein      | Corinne Kopenhague    | Simca 1100 Spécial | 1      | ab. dans la 3e spéciale (double crevaison)             | -             |
| 33 | Pompanon             | Cazes                 | Simca 1100 Spécial | 1      | ab. après la 1re spéciale (hors délai)                 | -             |
| 34 | Jean-Marie Curien    | Schimpff              | Simca 1100 Spécial | 2      | ab. après la 7e spéciale (hors délai)                  | -             |
| 59 | Resfaoui Abdelkader  | Mohamed Hacem         | Citroën DS21       | 2      | 9e à 10 h 39 min 37 s                                  | 6e            |

## Classement du championnat à l'issue de la course
- Attribution des points : 9, 6, 4, 3, 2, 1 respectivement aux six premières marques de chaque épreuve (sans cumul, seule la voiture la mieux classée de chaque constructeur marque des points).
- Troisième du Rallye Monte-Carlo à égalité avec une des Alpine, Porsche a marqué 3,5 points lors de cette épreuve[9].

| Pos. | Marque  | Points | M-C | SUE | SAN | SAF | MAR | AUT | ACR | ALP | RAC |
| ---- | ------- | ------ | --- | --- | --- | --- | --- | --- | --- | --- | --- |
| 1    | Alpine  | 18     | 9   | -   | 9   | -   | -   |     |     |     |     |
| 2    | Datsun  | 11     | 2   | -   | -   | 9   | -   |     |     |     |     |
| 2=   | Lancia  | 11     | 1   | 4   | 6   | -   | -   |     |     |     |     |
| 4    | Porsche | 10,5   | 3,5 | 3   | -   | 2   | 2   |     |     |     |     |
| 5    | Peugeot | 10     | -   | -   | -   | 4   | 6   |     |     |     |     |
| 6    | Saab    | 9      | -   | 9   | -   | -   | -   |     |     |     |     |
| 6=   | Citroën | 9      | -   | -   | -   | -   | 9   |     |     |     |     |
| 8    | BMW     | 6      | -   | 6   | -   | -   | -   |     |     |     |     |
| 9    | Ford    | 3      | -   | -   | -   | 3   | -   |     |     |     |     |
| 10   | Opel    | 2      | -   | 2   | -   | -   | -   |     |     |     |     |
| 10=  | Fiat    | 2      | -   | -   | 2   | -   | -   |     |     |     |     |